# Världsmästerskapen i hastighetsåkning på skridskor 2006
Världsmästerskapen i hastighetsåkning på skridskor 2006 avgjordes i Olympic Oval i Calgary, Alberta, Kanada under perioden 18-19 mars 2006:
Kanadas Cindy Klassen och USA:s Shani Davis blev världsmästare.

## Damer

### Dag 1
| Placering | Åkare                | Nation        | Tid   |
| --------- | -------------------- | ------------- | ----- |
| 1         | Cindy Klassen        | Kanada        | 37,51 |
| 2         | Kristina Groves      | Kanada        | 38,75 |
| 2         | Jekaterina Lobysjeva | Ryssland      | 38,75 |
| 4         | Claudia Pechstein    | Tyskland      | 38,99 |
| 5         | Ireen Wüst           | Nederländerna | 39,04 |
|           |                      |               |       |
| 9         | Wieteke Cramer       | Nederländerna | 39,37 |
| 12        | Tessa van Dijk       | Nederländerna | 39,73 |

| Placering | Åkare             | Nation        | Tid     |
| --------- | ----------------- | ------------- | ------- |
| 1         | Cindy Klassen     | Kanada        | 3:53.34 |
| 2         | Claudia Pechstein | Tyskland      | 3:57.35 |
| 3         | Kristina Groves   | Kanada        | 3:59.46 |
| 4         | Daniela Anschütz  | Tyskland      | 4:00.44 |
| 5         | Martina Sáblíková | Tjeckien      | 4:01.09 |
|           |                   |               |         |
| 7         | Ireen Wüst        | Nederländerna | 4:01.11 |
| 8         | Tessa van Dijk    | Nederländerna | 4:02.19 |
| 12        | Wieteke Cramer    | Nederländerna | 4:04.79 |

### Dag 2
| Placering | Åkare             | Nation        | Tid     |
| --------- | ----------------- | ------------- | ------- |
| 1         | Cindy Klassen     | Kanada        | 1:51.85 |
| 2         | Ireen Wüst        | Nederländerna | 1:54.03 |
| 3         | Kristina Groves   | Kanada        | 1:54.54 |
| 4         | Claudia Pechstein | Tyskland      | 1:55.82 |
| 5         | Maki Tabata       | Japan         | 1:55.95 |
|           |                   |               |         |
| 7         | Tessa van Dijk    | Nederländerna | 1:56.47 |
| 14        | Wieteke Cramer    | Nederländerna | 1:57.41 |

| Placering | Åkare             | Nation        | Tid     |
| --------- | ----------------- | ------------- | ------- |
| 1         | Cindy Klassen     | Kanada        | 6:48.97 |
| 2         | Martina Sáblíková | Tjeckien      | 6:50.45 |
| 3         | Claudia Pechstein | Tyskland      | 6:51.11 |
| 4         | Kristina Groves   | Kanada        | 6:54.55 |
| 5         | Maren Haugli      | Norge         | 6:54.98 |
|           |                   |               |         |
| 7         | Ireen Wüst        | Nederländerna | 6:59.87 |
| 9         | Tessa van Dijk    | Nederländerna | 7:00.10 |
| 11        | Wieteke Cramer    | Nederländerna | 7:08.08 |

### Allroundresultat
| Placering | Åkare                  | Nation        | 500 meter  | 3 000 meter    | 1 500 meter  | 5 000 meter  | Poäng      |
| 1         | Cindy Klassen          | Kanada        | 37.51 (1)  | 3:53.34 (1) WR | 1.51.85 (1)  | 6:48.97 (1)  | 154.580 WR |
| 2         | Claudia Pechstein      | Tyskland      | 38.99 (4)  | 3:57.35 (2)    | 1:55.82 (4)  | 6:51.11 (3)  | 158.265    |
| 3         | Kristina Groves        | Kanada        | 38.75 (2)  | 3:59.46 (3)    | 1:54.54 (3)  | 6:54.55 (4)  | 158.295    |
| 4         | Ireen Wüst             | Nederländerna | 39.04 (5)  | 4:01.11 (7)    | 1:54.03 (2)  | 6:59.87 (7)  | 159.222    |
| 5         | Maren Haugli           | Norge         | 39.94 (14) | 4:00.34 (4)    | 1:55.99 (6)  | 6:54.98 (5)  | 160.157    |
| 6         | Daniela Anschütz Thoms | Tyskland      | 39.81 (13) | 4:00.44 (5)    | 1:56.63 (9)  | 6:56.15 (6)  | 160.374    |
| 7         | Maki Tabata            | Japan         | 39.39 (10) | 4:02.59 (10)   | 1:55.95 (5)  | 7:00.09 (8)  | 160.480    |
| 8         | Tessa van Dijk         | Nederländerna | 39.73 (12) | 4:02.19 (8)    | 1:56.47 (7)  | 7:00.10 (9)  | 160.928    |
| 9         | Martina Sáblíková      | Tjeckien      | 40.72 (21) | 4:01.09 (6)    | 1:57.92 (16) | 6:50.45 (2)  | 161.252    |
| 10        | Fei Wang               | Kina          | 39.45 (11) | 4:04.38 (11)   | 1:56.56 (8)  | 7:10.48 (12) | 162.081    |
| 11        | Wieteke Cramer         | Nederländerna | 39.37 (9)  | 4:04.79 (12)   | 1:57.41 (14) | 7:08.08 (11) | 162.112    |
| 12        | Catherine Raney        | USA           | 40.69 (20) | 4:02.58 (9)    | 1:57.63 (15) | 7:02.69 (10) | 162.599    |
| NQ13      | Jekaterina Lobysjeva   | Ryssland      | 38.75 (2)  | 4:09.98 (15)   | 1:56.75 (10) |              |            |
| NQ14      | Katarzyna Wojcicka     | Polen         | 39.08 (6)  | 4:10.37 (16)   | 1:56.84 (12) |              |            |
| NQ15      | Jekaterina Abramova    | Ryssland      | 39.08 (6)  | 4:10.93 (17)   | 1:57.21 (13) |              |            |
| NQ16      | Christine Nesbitt      | Kanada        | 39.29 (8)  | 4:12.91 (22)   | 1:56.75 (10) |              |            |
| NQ17      | Lucille Opitz          | Tyskland      | 40.65 (17) | 4:07.34 (13)   | 1:58.57 (17) |              |            |
| NQ18      | Annette Bjelkevik      | Norge         | 40.46 (16) | 4:08.84 (14)   | 1:58.57 (17) |              |            |
| NQ19      | Maria Lamb             | USA           | 40.21 (15) | 4:12.66 (21)   | 1:58.94 (19) |              |            |
| NQ20      | Eriko Ishino           | Japan         | 40.90 (22) | 4:11.13 (19)   | 2:00.82 (20) |              |            |
| NQ21      | Eriko Seo              | Japan         | 40.65 (17) | 4:12.12 (20)   | 2:02.05 (22) |              |            |
| NQ22      | Anna Rokita            | Österrike     | 40.94 (23) | 4:11.03 (18)   | 2:01.80 (21) |              |            |
| NQ23      | Adelia Marra           | Italien       | 40.65 (17) | 4:18.10 (24)   | 2:03.88 (23) |              |            |
| NQ24      | Lada Zadonskaja        | Ryssland      | 41.93 (24) | 4:16.85 (23)   | 2:05.83 (24) |              |            |

NQ = Ej kvalificerad för 5 000 meter (bara de 12 bästa fick vara med där)
DQ = diskvalificerad

## Herrar

### Dag 1
| Placering | Åkare               | Nation        | Tid   |
| --------- | ------------------- | ------------- | ----- |
| 1         | Shani Davis         | USA           | 35.17 |
| 2         | Konrad Niedzwiedzki | Polen         | 35.52 |
| 3         | Chad Hedrick        | USA           | 35.58 |
| 4         | Denny Morrison      | Kanada        | 35.59 |
| 5         | Steven Elm          | Kanada        | 35.81 |
|           |                     |               |       |
| 12        | Wouter Olde Heuvel  | Nederländerna | 36.75 |
| 14        | Sven Kramer         | Nederländerna | 36.93 |
| 16        | Sicco Janmaat       | Nederländerna | 36.97 |
| 22        | Bob de Jong         | Nederländerna | 38.12 |

| Placering | Åkare              | Nation        | Tid     |
| --------- | ------------------ | ------------- | ------- |
| 1         | Sven Kramer        | Nederländerna | 6:09.97 |
| 2         | Chad Hedrick       | USA           | 6:09.98 |
| 3         | Enrico Fabris      | Italien       | 6:10.23 |
| 4         | Shani Davis        | USA           | 6:10.49 |
| 5         | Eskil Ervik        | Norge         | 6:12.09 |
|           |                    |               |         |
| 10        | Sicco Janmaat      | Nederländerna | 6:22.38 |
| 13        | Wouter Olde Heuvel | Nederländerna | 6:25.80 |
| 15        | Bob de Jong        | Nederländerna | 6:28.52 |

### Dag 2
| Placering | Åkare               | Nation        | Tid     |
| --------- | ------------------- | ------------- | ------- |
| 1         | Shani Davis         | USA           | 1:42.68 |
| 2         | Chad Hedrick        | USA           | 1:42.85 |
| 3         | Denny Morrison      | Kanada        | 1:42.97 |
| 4         | Enrico Fabris       | Italien       | 1:44.02 |
| 5         | Konrad Niedzwiedzki | Polen         | 1:45.08 |
|           |                     |               |         |
| 12        | Sicco Janmaat       | Nederländerna | 1:46.72 |
| 13        | Sven Kramer         | Nederländerna | 1:46.80 |
| 15        | Wouter Olde Heuvel  | Nederländerna | 1:47.01 |
| 23        | Bob de Jong         | Nederländerna | 1:49.89 |

| Placering | Åkare          | Nation        | Tid      |
| --------- | -------------- | ------------- | -------- |
| 1         | Sven Kramer    | Nederländerna | 12:51.60 |
| 2         | Øystein Grødum | Norge         | 12:56.38 |
| 3         | Lasse Sætre    | Norge         | 12:56.85 |
| 4         | Eskil Ervik    | Norge         | 13:01.41 |
| 5         | Shani Davis    | USA           | 13:05.94 |
|           |                |               |          |
| 9         | Sicco Janmaat  | Nederländerna | 13:29.55 |

### Allroundresultat
| Placering | Åkare                | Nation        | 500 meter  | 5 000 meter  | 1 500 meter    | 10 000 meter    | Poäng      |
| 1         | Shani Davis          | USA           | 35.17 (1)  | 6:10.49 (4)  | 1.42.68 (1) WR | 13:05.94 (5)    | 145.742 WR |
| 2         | Enrico Fabris        | Italien       | 35.99 (6)  | 6:10.23 (3)  | 1:44.02 (4)    | 13:10.60 (6)    | 147.216    |
| 3         | Sven Kramer          | Nederländerna | 36.93 (14) | 6:09.97 (1)  | 1:46.80 (13)   | 12:51.60 (1) WR | 148.107    |
| 4         | Eskil Ervik          | Norge         | 37.03 (17) | 6:12.09 (5)  | 1:45.73 (9)    | 13:01.41 (4)    | 148.552    |
| 5         | Denny Morrison       | Kanada        | 35.59 (4)  | 6:29.93 (18) | 1:42.97 (3)    | 13:45.14 (10)   | 150.163    |
| 6         | Håvard Bøkko         | Norge         | 36.42 (9)  | 6:20.42 (9)  | 1:46.31 (11)   | 13:29.42 (8)    | 150.369    |
| 7         | Ippolito Sanfratello | Italien       | 36.59 (10) | 6:23.66 (11) | 1:46.13 (10)   | 13:26.91 (7)    | 150.677    |
| 8         | Konrad Niedzwiedzki  | Polen         | 35.52 (2)  | 6:29.14 (16) | 1:45.08 (5)    | 13:51.95 (11)   | 151.057    |
| 9         | Sicco Janmaat        | Nederländerna | 36.97 (16) | 6:22.38 (10) | 1:46.72 (12)   | 13:29.55 (9)    | 151.258    |
| 10        | Øystein Grødum       | Norge         | 39.10 (24) | 6:16.16 (6)  | 1:48.52 (20)   | 12:56.38 (2)    | 151.708    |
| 11        | Lasse Sætre          | Norge         | 38.45 (23) | 6:19.35 (7)  | 2.15.00 (24)   | 12:56.85 (3)    | 160.227    |
| 12        | Chad Hedrick         | USA           | 35.58 (3)  | 6:09.98 (2)  | 1:42.85 (2)    | DQ              |            |
| NQ13      | Steven Elm           | Kanada        | 35.81 (5)  | 6:31.80 (19) | 1:45.16 (6)    |                 |            |
| NQ14      | Stefano Donagrandi   | Italien       | 36.67 (11) | 6:29.68 (17) | 1:45.52 (8)    |                 |            |
| NQ15      | Wouter Olde Heuvel   | Nederländerna | 36.75 (12) | 6:25.80 (13) | 1:47.01 (15)   |                 |            |
| NQ16      | Tobias Schneider     | Tyskland      | 36.94 (15) | 6:25.65 (12) | 1:47.44 (17)   |                 |            |
| NQ17      | Arne Dankers         | Kanada        | 37.86 (21) | 6:20.12 (8)  | 1:47.35 (16)   |                 |            |
| NQ18      | Dmitry Babenko       | Kazakstan     | 36.83 (13) | 6:32.25 (20) | 1:48.40 (19)   |                 |            |
| NQ19      | Pawel Zygmunt        | Polen         | 37.74 (20) | 6:26.88 (14) | 1:49.60 (22)   |                 |            |
| NQ20      | Takahiro Ushiyama    | Japan         | 36.06 (8)  | 6:49.66 (22) | 1:48.24 (18)   |                 |            |
| NQ21      | Naoki Yasuda         | Japan         | 37.11 (18) | 6:38.55 (21) | 1:49.30 (21)   |                 |            |
| NQ22      | Bob de Jong          | Nederländerna | 38.12 (22) | 6:28.52 (15) | 1:49.89 (23)   |                 |            |
| DQ        | Ivan Skobrev         | Ryssland      | 36.00 (7)  | DNF (-)      | 1:45.36 (7)    |                 |            |
| DQ        | Justin Warsylewicz   | Kanada        | 37.16 (19) | DNF (-)      | 1:46.84 (14)   |                 |            |

NQ = Ej kvalificerad för 10 000 meter (bara de 12 bästa fick vara med där)
DQ = diskvalificerad

## Regler
Alla 24 deltagare åkte de tre första distanserna; 12 åkare deltog sedan inte på fjärde distansen. Dessa 12 åkare utsågs genom ställningen vid på den längsta av de tre distanserna, samt total ställning efter alla tre distanser, samt följande jämförelser:
1. De 12 främsta på båda listorna kvalificerade sig.
2. För att kunna ta ut 12 åkare, ranordnades åkarna sedan upp i ordning efter sina bästa resultat på vardera lista. Kunde man ändå inte avgöra, hade totalställning företräde framför resultat på längsta distansen.